# Gîtes à chiroptères de la Colline inspirée - Erablières, pelouses, église et château de Vandeleville
Gîtes à chiroptères de la Colline inspirée - Erablières, pelouses, église et château de Vandeleville este o arie protejată (sit de importanță comunitară — SCI) din Franța întinsă pe o suprafață de 34 ha, integral pe uscat.

## Localizare
Centrul sitului Gîtes à chiroptères de la Colline inspirée - Erablières, pelouses, église et château de Vandeleville este situat la coordonatele 48°25′20″N 5°59′25″E / 48.42222°N 5.99028°E.

## Înființare
Situl Gîtes à chiroptères de la Colline inspirée - Erablières, pelouses, église et château de Vandeleville a fost declarat arie specială de conservare în baza directivei 92/43 din 1992 referitoare la conservarea habitatelor naturale și a faunei și florei sălbatice pentru a proteja 5 specii de animale.

## Biodiversitate
Situată în ecoregiunea continentală, aria protejată conține 4 habitate naturale: Pajiști uscate seminaturale și facies de acoperire cu tufișuri pe substraturi calcaroase (Festuco-Brometalia) (* situri importante pentru orhidee), Păduri aluvionare cu Alnus glutinosa și Fraxinus excelsior (Alno-Padion, Alnion incanae, Salicion albae), Izvoare petrifiante cu formare de travertin (Cratoneurion), Păduri pe pante, grohotișuri și ravene de Tilio-Acerion.
La baza desemnării sitului se află mai multe specii protejate de  mamifere (5): liliac cu urechi mari (Myotis bechsteinii), liliac cărămiziu (Myotis emarginatus), liliac comun (Myotis myotis), liliacul mare cu potcoavă (Rhinolophus ferrumequinum), liliacul mic cu potcoavă (Rhinolophus hipposideros).
Pe lângă speciile protejate, pe teritoriul sitului au mai fost identificate 1 specie de plante, 8 specii de mamifere.